# Bistum Nusco
Das Bistum Nusco (lateinisch Dioecesis Nuscana, italienisch Diocesi di Nusco) war eine in Italien gelegene römisch-katholische Diözese mit Sitz in Nusco.

## Geschichte

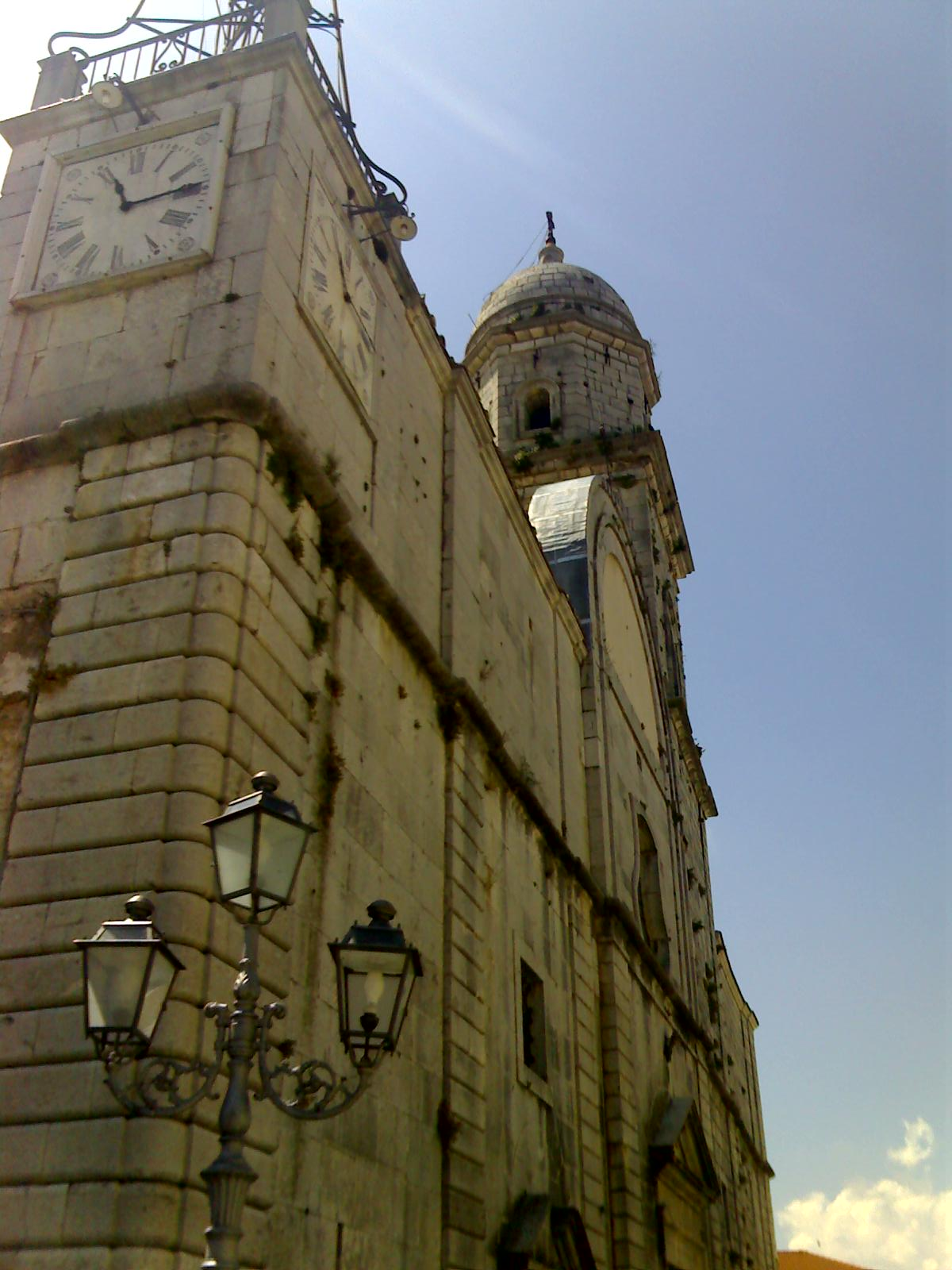
Kathedrale Sant’Amato in Nusco

Das Bistum Nusco wurde im 11. Jahrhundert während des Pontifikats von Papst Gregor VII. errichtet. Der erste Bischof des Bistums, Amatus, wurde 1076 durch den Erzbischof von Salerno, Alfanus, geweiht. Das Bistum wurde dem Erzbistum Salerno als Suffragandiözese unterstellt. Es umfasste zu dieser Zeit die Gemeinden Bagnoli Irpino, Cassano Irpino, Montella und Nusco.
Amatus gründete die Benediktinerabtei Santa Maria di Fontigliano, die dem Bistum Nusco unterstellt blieb, bis sie 1164 schließlich exemt wurde. Nachdem die Abtei verfallen war, wurde ihr Gebiet 1461 durch Papst Pius II. wieder dem Bistum Nusco angegliedert. Bischof Antonio Maramaldo richtete Ende des 15. Jahrhunderts in Nusco ein Weizenkonsortium, eines der ersten in Süditalien, ein.
Die Umsetzung der vom Konzil von Trient gewollten Reformen gestaltete sich im Bistum Nusco schwierig und erfolgte nur langsam. 1680 berief Bischof Benedetto Giacinto Sangermano die erste Diözesansynode ein. Aber aufgrund des Widerstands gegen seine Reformversuche musste er sein Bistum schließlich verlassen und wurde durch einen Apostolischen Vikar vertreten. Bischof Francesco Antonio Bonaventura errichtete 1758 das Priesterseminar des Bistums. Am 27. Juni 1818 wurde dem Bistum Nusco durch Papst Pius VII. mit der Bulle De utiliori das Gebiet des aufgelösten Bistums Montemarano, das die Gemeinden Castelfranci, Castelvetere sul Calore, Montemarano und Volturara Irpina umfasste, angegliedert.
Das Bistum Nusco wurde am 4. August 1973 mit den Bistümern Bisaccia und Sant’Angelo dei Lombardi sowie dem Erzbistum Conza in persona episcopi vereinigt. Bischof der vier Bistümer wurde Gastone Mojaisky-Perrelli. Am 30. April 1979 wurde das Bistum Nusco durch Papst Johannes Paul II. mit der Apostolischen Konstitution Quamquam Ecclesia dem Erzbistum Benevent als Suffragandiözese unterstellt. 1980 zählte das Bistum noch 31.868 Katholiken (97,2 % der Bevölkerung) in 19 Pfarreien sowie 20 Diözesanpriester, 6 Ordenspriester und 31 Ordensschwestern. Am 30. September 1986 wurden die Bistümer Bisaccia, Nusco und Sant’Angelo dei Lombardi sowie das Erzbistum Conza unter dem Namen Erzbistum Sant’Angelo dei Lombardi-Conza-Nusco-Bisaccia durch die Kongregation für die Bischöfe mit dem Dekret Instantibus votis vollständig vereinigt, womit das Bistum Nusco endgültig aufgelöst wurde.
Die Kathedrale Sant’Amato in Nusco ist heute eine der Konkathedralen des Erzbistums Sant’Angelo dei Lombardi-Conza-Nusco-Bisaccia.